# Salmoneus
Salmoneus es un personaje de ficción de las series de televisión Hercules: The Legendary Journeys y Xena: la princesa guerrera interpretado por el actor estadounidense Robert Trebor. Está vagamente basado en el personaje de la mitología griega, Salmoneo. Salmoneus es un comerciante ambulante de la Antigua Grecia que nunca deja escapar la oportunidad de sacar provecho de la situación.

## Historia del personaje

### Salmoneus enHercules: The Legendary Journeys
Salmoneus es un importante secundario de la serie Hercules: The Legendary Journeys. 
Salmoneus conoce a Hércules cuando está siendo atacado por un cíclope y desde entonces son buenos amigos. Salmoneus ayuda a Hércules en numerosas situaciones, como cuando el héroe es cegado y tiene que enfrentarse a los centauros. También acompaña a Hércules en su lucha contra Xena, y a ambos en su lucha contra Darphus. Más tarde, Salmoneus ayuda a Hércules a crear los Juegos Olímpicos: el propio Salmoneus idea el nombre y crea la antorcha olímpica.

### Salmoneus en Xena: la princesa guerrera
Salmoneus aparece en tres episodios de Xena: la princesa guerrera.
Ayuda a Xena a descubrir quién es El Lobo Negro y ayuda a ella y a otros durante la fuga de la mazmorra del rey Jerjes. También ejerce de presentador de un concurso de belleza.